# رشته‌کوه شچوچی
رشته‌کوه شچوچی (روسی: Щучий хребет) یک رشته‌کوه در ناحیه خودگردان چوکوتکای کشور روسیه است.